# Prahlad Jani
Prahlad „Mataji“ Jani (Jay Ambe Prahaladbhai Maganlal Jani, Chunriwala Mataji, * 13. August 1929 in Charada, Indien; † 26. Mai 2020 ebenda) war ein indischer Asket, der angab, seit über 70 Jahren keine Nahrung und kein Trinkwasser zu sich genommen zu haben. Kritiker halten ihn für einen Scharlatan.

## Leben
Prahlad Jani wurde im Dorf Charada in der Nähe von Ahmedabad geboren. Die Familie war arm, der Vater arbeitete als Koch. Er besuchte drei Jahre lang die Gujarati-Schule.
Jani soll mit 11 Jahren sein Zuhause verlassen haben, um im Dschungel zu leben, und sei Anhänger der Hindu-Göttin Durga geworden. Er sei davon überzeugt, dass die Göttin ihn mit einem unsichtbaren „Nektar“ versorge, so dass er weder essen noch trinken müsse. Jani soll längere Zeit als Einsiedler gelebt haben. Gläubige pilgerten regelmäßig zu Jani, um sich segnen zu lassen.
Laut Aussage von Vertretern der Gujarat Mumbai Rationalist Association soll es Augenzeugen geben, die ihn in der Vergangenheit beim Trinken ertappt hatten.
Internationale Bekanntheit erreichte er durch Berichte in Medien über seine angebliche Nahrungslosigkeit und die Untersuchungen in einem indischen Krankenhaus in den Jahren 2003 und 2010. Prahlad Jani war auch einer der Protagonisten des österreichischen Kinofilms Am Anfang war das Licht, eine Dokumentation zum Thema Lichtnahrung.

## Untersuchungen
Prahlad Jani wurde 2003 und 2010 in einem indischen Krankenhaus mehrere Tage lang beobachtet und untersucht. Beide Untersuchungen fanden in der westindischen Stadt Ahmedabad im „Sterling Hospital“ statt. Skeptisch dem Phänomen gegenüber eingestellte Forscher durften nicht an den Experimenten teilnehmen. Laut Auskunft der Ärzte habe Jani während des Untersuchungszeitraumes weder gegessen, noch getrunken oder uriniert. Bei der Untersuchung 2003 wurde jedoch ein Gewichtsverlust festgestellt. Konkrete Ergebnisse der Untersuchung 2010 wurden nicht veröffentlicht.
Die Untersuchungsergebnisse sind nicht wissenschaftlich anerkannt. Weder die Untersuchung aus dem Jahr 2003 noch aus dem Jahr 2010 wurden wissenschaftlich publiziert, es gibt nur lückenhafte Angaben auf privaten Webseiten im Internet. Die Untersuchungen konnten die Behauptung von Prahlad Jani, seit vielen Jahren ohne Essen und Wasser zu leben, weder bestätigen noch widerlegen.
Der indische Arzt Sudhir Vadilal Shah, der an beiden Untersuchungen beteiligt war, interpretierte diese jedoch als eine Bestätigung seiner privaten Außenseiter-Hypothese, dass der Mensch prinzipiell zur Autotrophie (eigentlich Photoautotrophie) befähigt sei und wie eine Pflanze über Sonnenlicht Energie gewinnen könne. Eine hypothetische Photoautotrophie des Menschen würde aber nicht erklären, woher überlebenswichtige Vitamine, Mineralien, Kohlenstoff oder essentielle Fette kommen könnten.

### Untersuchung 2003
Bei der Untersuchung im Jahr 2003 sollte Jani laut den Versuchskriterien 10 Tage lang nichts essen oder trinken. Während der Untersuchung durfte Jani den Mund mit Wasser ausspülen, gurgeln und nach dem 7. Tag in Wasser baden. Jani verlor während der Untersuchung 10 % seines Körpergewichts. Die Harnstoffkonzentration im Blut Janis, der nach den Bedingungen nicht urinieren sollte, stieg bis zu dem Tag, an dem er in einer Wasserwanne badete. In seiner Blase wurde zuvor durch eine Ultraschalluntersuchung Urin festgestellt, der später verschwunden war. Im Blut Janis wurde zudem eine erhöhte Anzahl an Ketonen im Blut nachgewiesen, was einen Fastenzustand signalisiert – die Energie also durch Verbrauch der eigenen Körperreserven gedeckt wurde.
Obwohl der offizielle Untersuchungszeitraum vom 13. November bis 22. November angesetzt war, wurden für den letzten Tag keine Blutwerte veröffentlicht. Bereits für den 21. November, der Tag nach dem Jani ein Bad genommen hat, liegen für einen großen Teil der Blutwerte keine Ergebnisse vor. Die Zeitspanne, für die Jani im Krankenhaus war und Messwerte vorliegen, verkürzt sich demnach von 10 Tage auf 7 Tage. Für die Menge an Harnsäure im Blut wurden überhaupt nur zwei Werte veröffentlicht: ein Wert zwei Tage vor der Untersuchung und der Wert für den fünften Tag der Untersuchung. Der Wert hat sich in dieser Zeit mehr als verdoppelt, ein Zeichen für fortschreitende Dehydrierung. Auch wurde der genaue Verlauf des Gewichtsverlustes nicht veröffentlicht.
Der Untersuchungsbericht kommt zum Schluss, dass Janis Werte bis auf leichte Schwankungen von Nieren-Werten normal waren.
Kritiker weisen darauf hin, dass sich etliche Blutwerte stark verändert haben und Messwerte fehlen, und bewerten die Studie als unseriös und unwissenschaftlich.

### Untersuchung 2010
Jani wurde vom 22. April bis 6. Mai untersucht und sollte laut den Versuchskriterien 15 Tage lang nichts essen oder trinken. Es liegen keine konkreten Ergebnisse vor.

## Kritik
Der australische Ernährungswissenschaftler Professor Peter Clifton erklärte im Sydney Morning Herald, dass Nahrungs- und Trinkwasserlosigkeit über Tage überlebt werden könne, aber nicht über Jahre. Die Behauptungen von Prahlad Jani hält er für „nicht real“. Es gebe einen minimalen Energieverbrauch, der nicht unterschritten werden könne. Bei einem „heruntergefahrenen Stoffwechsel“ (Clifton meint hier wohl die Hungeradaption sowie Mechanismen zur Wasserretention) wäre ein Endpunkt der Nahrungslosigkeit bei 100–120 Tagen und der Wasserlosigkeit bei 24 Tagen. Wie lange ein Mensch ohne Nahrung überleben könne, hänge von der Menge des Körperfetts ab. Die Möglichkeit zu baden, hält Clifton für Schummelei (cheating). Eine Möglichkeit zum Baden hätte vorab verhindert werden müssen.
Auch die australische Sprecherin von Nutrition Australia, Aloysa Hourigan sowie die Ernährungsexpertin Anne McMahon von der University of Wollongong halten Janis angebliches Dauerfasten für unglaubwürdig.
Die beiden Untersuchungen wurden von der Indischen Rationalisten-Vereinigung als unwissenschaftlich kritisiert, weil nicht ausreichend sichergestellt worden sei, dass Jani nicht heimlich Zugang zu Wasser und Nahrung hatte. Auch seien bei den Untersuchungen keine unabhängigen Experten involviert gewesen. Ein offizielles Video zeigt, dass Jani bei der Untersuchung 2010 die Möglichkeit hatte, den überwachten Raum zu verlassen. Auch soll er während der Untersuchung Kontakt mit mehreren Anhängern gehabt haben. Beim Ausspülen des Mundes und beim Baden soll nicht ausreichend sichergestellt worden sein, dass Jani kein Wasser zu sich genommen habe. Das Medical Council of India kritisierte den gesamten Ablauf der Untersuchung als mangelhaft.
Laut Aussage von Vertretern der „Gujarat Mumbai Rationalist Association“ soll es Augenzeugen geben, die ihn in der Vergangenheit beim Trinken ertappt hätten.
In Indien selbst soll die „Medical Council of India“ (MCI), zuständig für die Zulassungen von medizinischen Ausbildungseinrichtungen sowie im Gesundheitsbereich Tätigen, die Untersuchung aus dem Jahre 2010 als einen hoax (Schwindel) bezeichnet haben. Die Untersuchung sei „falsch“ gewesen. Auch sei es unmöglich, dass ein Mensch jahrelang ohne Wasser und Nahrung überleben könne.